# لوپن (مجموعه تلویزیونی)
لوپین (فرانسوی: Lupin‎) مجموعهٔ تلویزیونی اینترنتی دلهره‌آورِ معماییِ فرانسوی است که به‌دست جورج کی و فرانسوا اوزان ساخته شده‌است. بخش اول فصل اول این سریال در ٨ ژانویه ۲۰۲۱ از نتفلیکس به نمایش درآمد.
نتفلیکس آن را برای فصل دوم تمدید کرد.
عمر سی نقش اصلی را ایفا می‌کند؛ کاراکتر او از ماجراجویی‌هایی سارق چیره‌دست، یعنی آرسن لوپن اثر موریس لوبلان الهام گرفته شده‌است. لوپن مورد تحسین گستردهٔ منتقدان قرار گرفت و نقش‌آفرینی عمر سی نیز ستایش شد. این سریال در ماه اول توسط ۷۶ میلیون خانواده تماشا شد و در آن زمان پربیننده‌ترین سریال غیرانگلیسی نتفلیکس شد.

## خلاصه داستان
این سریال با الهام از ماجراهای آرسن لوپین، دزد نجیب زاده آسان دیوپ تصمیم می گیرد تا انتقام پدرش را به خاطر بی عدالتی که توسط یک خانواده ثروتمند تحمیل شده است، بگیرد.